# 李根全
李根全（1929年—1998年），男，朝鲜族，吉林舒兰人，中华人民共和国政治人物、作家，曾任《延边日报》总编辑、党委书记，中国作家协会理事。